# حصار سفلی (خدابنده)
حصار سفلی (خدابنده)، روستایی از توابع بخش افشار شهرستان خدابنده در استان زنجان ایران است.

## جمعیت
این روستا در دهستان شیوانات قرار دارد و براساس سرشماری مرکز آمار ایران در سال ۱۳۸۵، جمعیت آن ۲۳۴ نفر (۵۸خانوار) بوده‌است.
شغل مردم آن کشاورزی و دامداری است.این روستا در ده کیلو متری غار زیبای کتله خور(بزرگترین غار خشکی جهان) قرار دارد. 